# Cérès de Corrientes
Pour les articles homonymes, voir Cérès et Cérès (timbre).
La Cérès de Corrientes est une série de timbres-poste émise de 1856 à 1878 dans la province argentine de Corrientes.
Le dessin de cette première série de timbres argentins reprend celui des Cérès émis en France à partir de 1849. Les timbres qui la composent sont utilisés jusqu'en 1880, date à laquelle ils sont démonétisés au profit de timbres identiques pour toutes les provinces du pays, servant de timbre fiscal au cours des deux dernières années de leur circulation.
La Cérès de Corrientes est régulièrement reprise en timbre sur timbre pour des émissions commémoratives.

## Histoire
Jusqu'en 1880 et la nationalisation des services postaux à l'échelon fédéral, chaque province argentine gère de manière autonome la distribution de son courrier. La province de Corrientes, jusqu'au début des années 1850, se distingue par le caractère gratuit de ce service. Le volume à traiter augmentant et avec lui le manque à gagner, Juan Gregorio Pujol, gouverneur de la province, décide en 1853 de la mise en place d'un service d'affranchissement, avec un timbre apposé sur les courriers et payé par l'expéditeur, ainsi qu'il l'a découvert lors d'un voyage en Europe.
Paul Émile Coni, originaire de Saint-Malo mais établi imprimeur en Argentine et qui travaille officiellement pour le gouvernement de Corrientes, est chargé de concevoir les nouveaux timbres. Il fait alors appel à Mathias Pipet (es), lui aussi né en France où il a suivi des études de graveur, pour dessiner les timbres qui sont émis du 21 août 1856 à 1878,. En souvenir de cette première émission, le 21 août est en Argentine la Journée du timbre.
Ces timbres perdent toute valeur d'affranchissement en 1880, lorsque les timbres de la Confédération argentine sont émis.

## Description et utilisation
Chaque timbre représente le profil gauche de Cérès, déesse romaine de l'agriculture, des moissons et de la fertilité ; en haut figure la mention de la province émettrice, « CORRIENTES ». En dehors du premier émis en 1856 (1 real, les initiales « M. C. » signifiant « moneda corriente » pour « monnaie courante »), aucun ne porte de valeur faciale explicite ; la couleur apporte l'information, même si elle change au cours des émissions. Le timbre est imprimé en typographie à plat.
Ces émissions, se ressentant des origines françaises de leurs concepteurs, sont une imitation des timbres français au type Cérès dessinés par Jacques-Jean Barre en 1849 ; cette imitation est souvent jugée « grossière » ou « de très mauvaise qualité ». Le choix de la déesse des moissons est également une référence à l'agriculture argentine, le pays étant considéré comme « le grenier du monde ».

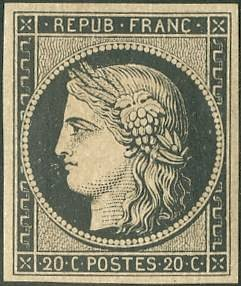
Vingt centimes noir (1849) de France.
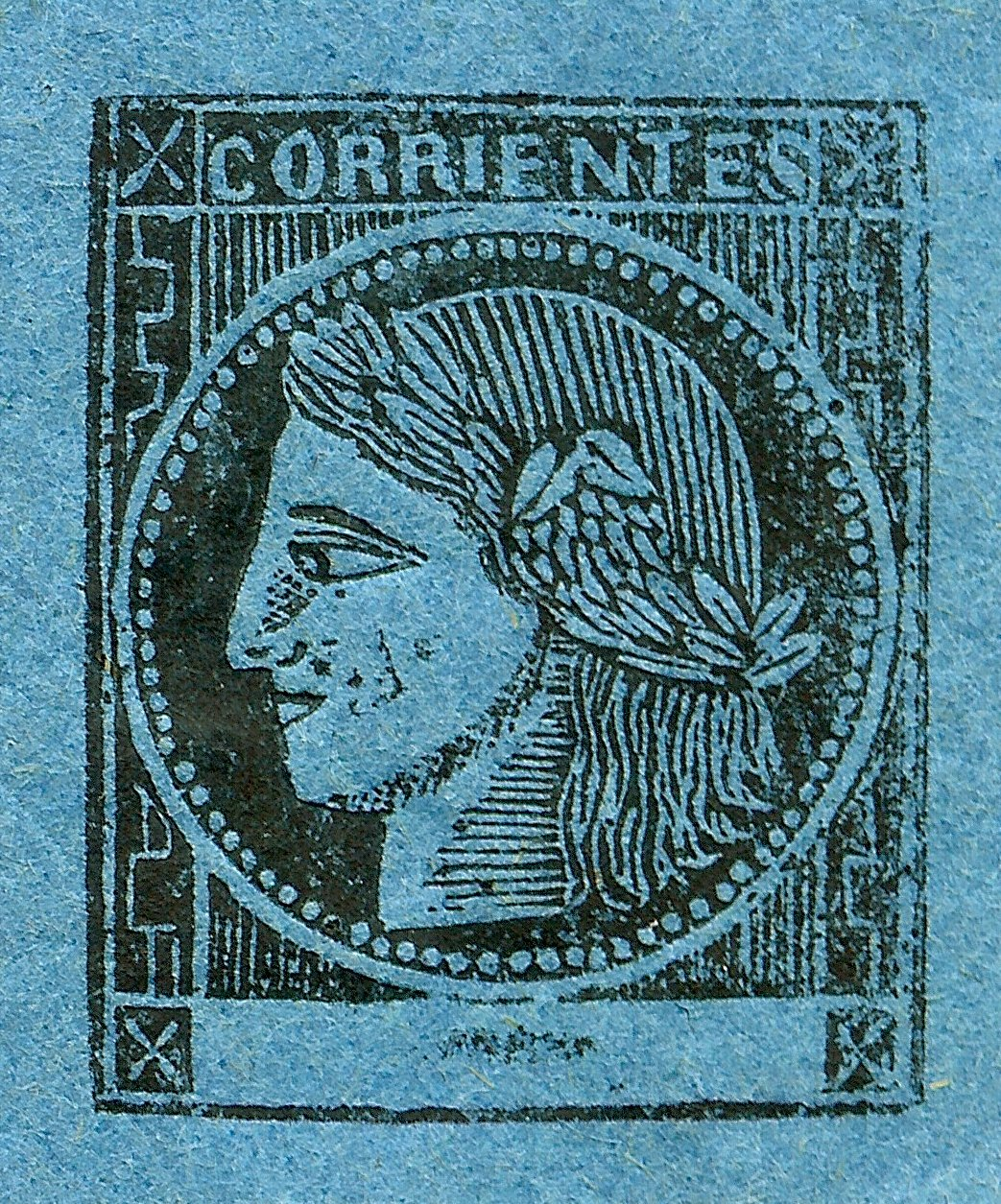
Timbre de la Province de Corrientes.

Un décret du gouverneur Felipe José Cabral, en 31 décembre 1878, autorise l'emploi des Cérès de Corrientes pour un usage fiscal en substitution aux véritables timbres fiscaux qui manquent alors.
En 1956, pour célébrer le centenaire de leur émission, la poste argentine réédite les Cérès de Corrientes en timbres sur timbre. En 2006, un bloc-feuillet de timbres est émis en Argentine pour célébrer le 150e anniversaire de la Cérès de Corrientes, dont il reprend le dessin en timbre sur timbre.